# Јаз (Васлуј)
Јаз (рум. Iaz) насеље је у Румунији у округу Васлуј у општини Солешти. Oпштина се налази на надморској висини од 136 m.

## Становништво
Према подацима из 2002. године у насељу је живело 350 становника, од којих су сви румунске националности.